# 溴甲酚綠
溴甲酚綠（英語：Bromocresol green，简称BCG）是一種三苯甲烷衍生染料。它可作為酸鹼指示劑，例如在微生物的生長培養基和滴定等應用。在臨床實踐中，它通常用作診斷技術。溴甲酚綠的常見用途是在可能的腎功能衰竭和肝病的情況下，測量哺乳動物血液樣本中血清白蛋白濃度。在化學領域，溴甲酚綠可用於薄層層析的染色溶液中，以顯示酸性化合物。

## 性質

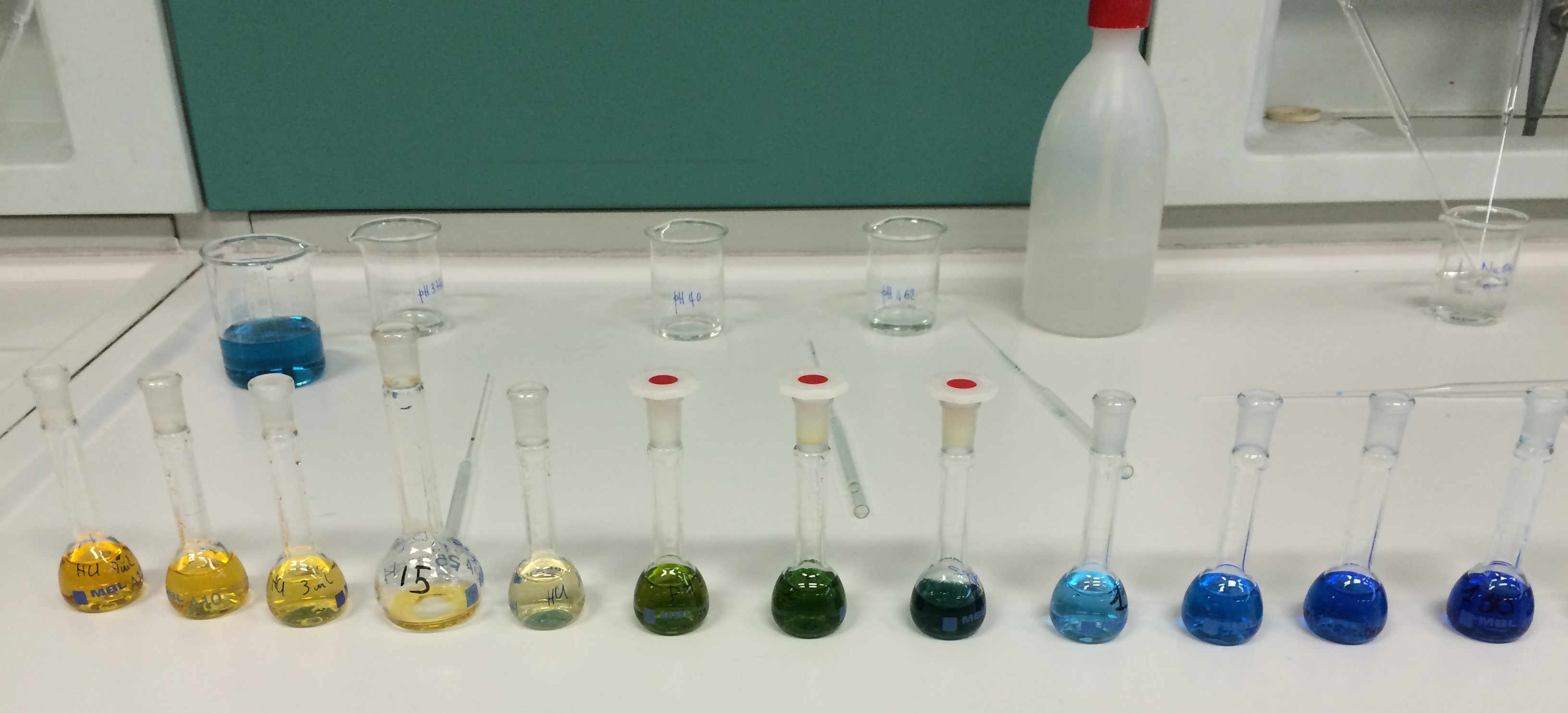
从左到右依次为0.1M HCl溶液、pH为3.78、pH为4.00、pH为4.62的3种缓冲溶液和0.1M NaOH溶液，添加不同量的溴甲酚绿（颜色较深的溶液中添加的溴甲酚绿量较多）

在水溶液中，溴甲酚綠會電離成單陰離子形式（黃色），在較高pH下會進一步去質子化，生成二陰離子形式（藍色），這種形式是由共振而穩定的：
該反應的酸度系數（pKa）為4.8。因為自來水有足夠鹼性，可使其產生特有的藍綠色。

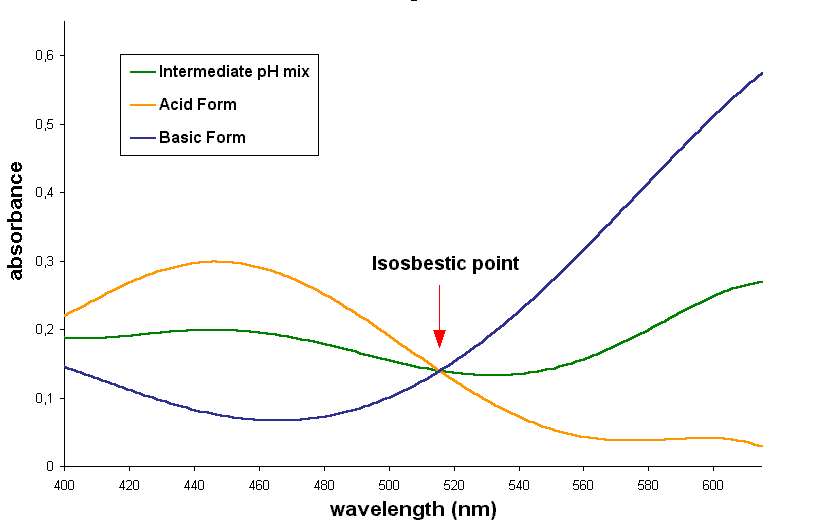
在不同的pH值下溴甲酚綠的吸收光譜。等距點在酸性和鹼性形式及其混合物具有相同的吸光度下

这种染料的酸性和碱性形式在其紫外-可见光谱中有一个等距点，约为515nm，表明这两种形式可直接相互转化，而不会形成任何其他物质。
溴甲酚绿的乙醇溶液（0.04 wt%）被推荐用于薄層層析染色，适用于显示pKa值低于5.0的官能团化合物（羧酸、磺酸等）。在浅蓝色或深蓝色背景上会出现黄色斑点，无需加热。溴酚蓝溶液也可用于同样的目的。

## 製備
將間甲酚紫（間甲苯酚磺酰酞）加入冰乙酸中，與溴反應後即可得溴甲酚綠。

## 用途
溴甲酚绿可用作DNA琼脂糖凝胶电泳的酸碱指示剂和示踪染料，可以游离酸（浅棕色固体）或钠盐（深绿色固体）形式使用。它还是前列腺素E2转运蛋白的抑制剂。其他应用还包括用于溶胶-凝胶基质、检测氨以及测量人体血浆和血清中的白蛋白。